# チャンデー県
チャンデー県（チャンデーけん、ベトナム語：Huyện Trần Đề / 縣鎮夷?）は、ベトナム社会主義共和国ソクチャン省の県。面積は377.98km²、人口は134,409人（2016年）である。

## 行政区画
2市鎮9社から構成される。